# うたをうたおう (moumoonの曲)
「うたをうたおう」は2011年12月14日に発売されたmoumoonのメジャー10枚目のシングルである。

## 概要
- 前作「Chu Chu」から約4ヶ月ぶりのリリースで、2011年2作目のシングル。
- 購入者限定特典として、応募者全員を同年12月24日に行われたライブ「moumoon X'mas premium live～クリスマスだし、家にいてもねぇ…～」に招待[1]。

## 収録曲

### CD
1. うたをうたおう
  - 歌詞の正しい言葉を探すために悩んでいたが、完成までに長い散歩しながら考えた[2][3]。
2. マカロン
  - トリンプ・インターナショナル・ジャパン「AMO'S STYLE」のアモガールプロジェクトサイトへ寄せられたエピソードをもとに制作した楽曲[4]。同年8月12日から「AMO'S STYLE」で商品を試着すると、この曲のアモスタイルVer.の着うたを無料プレゼントする[5]。
3. うたをうたおう（instrumental）
4. マカロン（instrumental）
5. Chu Chu（FULLMOON LIVE SPECIAL 2011 中秋の名月 @中野サンプラザ Ver.）

### CD+DVD
CD
1. うたをうたおう
2. マカロン
3. うたをうたおう（instrumental）
4. マカロン（instrumental）

DVD
1. うたをうたおう（video clip）
2. うたをうたおう（making clip）
3. Chu Chu（FULLMOON LIVE SPECIAL 2011 中秋の名月 @中野サンプラザ Ver.）
4. moonlight（FULLMOON LIVE SPECIAL 2011 中秋の名月 @中野サンプラザ Ver.）

## タイアップ
| 曲名           | タイアップ                                                    |
| うたをうたおう | ニコニコ生放送「おとちぇき!!」エンディングテーマ              |
| うたをうたおう | 日本テレビ系「ハッピーMusic」POWER PLAY                       |
| マカロン       | トリンプ・インターナショナル・ジャパン「AMO'S STYLE」CMソング |
| マカロン       | アインズ&トルペCMソング                                       |